# Dominique Peyronnet
Dominique Peyronnet fue un pintor naif francés, habiendo pasado a la historia por su formación autodidacta y su sencillez e ingenuidad pictóricas. 

## Biografía
Dominique Peyronnet nació el 1872 en Talence, Francia. Antes de volverse pintor, era obrero litógrafo, lo que explica la calidad y la precisión gráfica de sus dibujos. Comenzó su trayectoria artística en 1920.

## Técnica y Obras

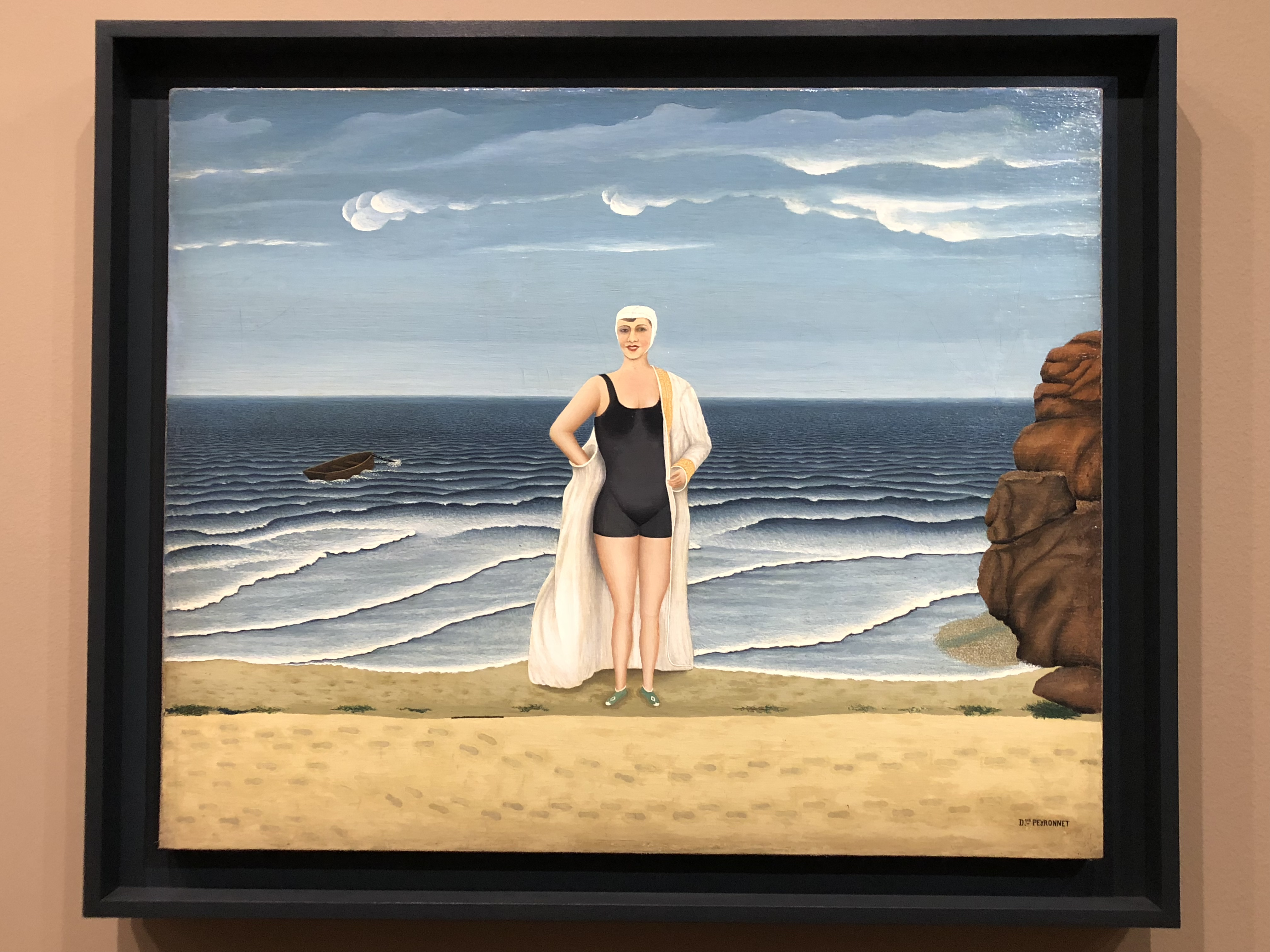
Después del baño

Fue un pintor extremadamente realista y detallista, no fue prolífero pues pintó sólo una treintena de lienzos. Sus temas favoritos son marinos o paisajes silvestres nocturnos. Su trazo es vivo y preciso, sus olas parecen delineadas con cuchillo y congeladas con el tiempo, sus colores permanecen atractivos. La precisión de sus lienzo, parecen suspender el tiempo en el borde del lienzo, da a sus obras una sensación de maravilla y de extrañeza. La dilatación que existe entre la intención y la realización crea los naif, y en Peyronnet en particular, un sentimiento extraño y poético.

### Obra el almuerzo al borde del agua
Óleo sobre tela, 66.35 x 83 cm.
Galería Charlotte, Múnich.